# Conseller militar

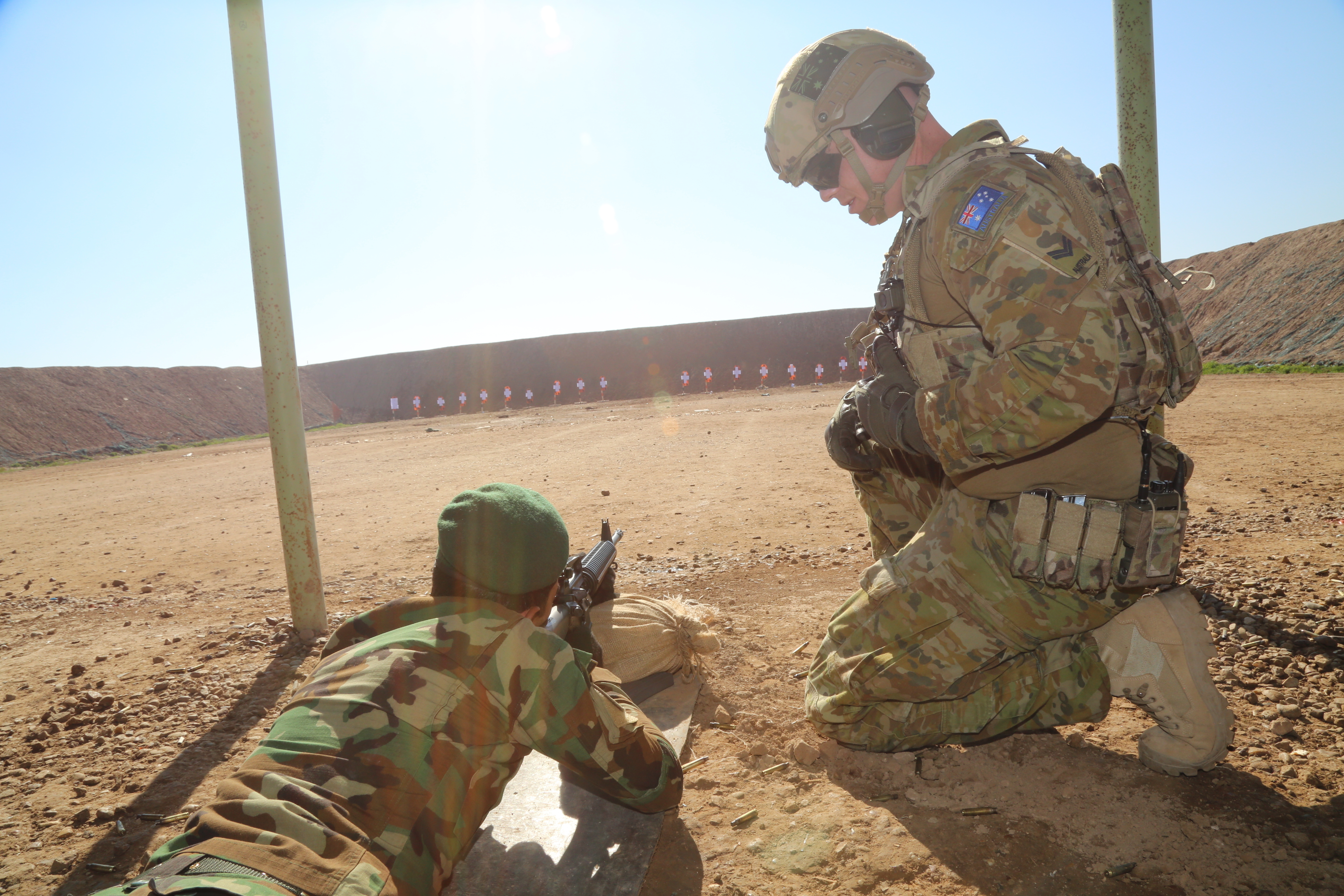
Un soldat de l'Exèrcit Australià, dóna instruccions a un soldat de les forces terrestres iraquianes, al campament Taji, durant la Guerra civil iraquiana, a l'any 2016.

Els consellers o assessors militars, són un personal militar desplegat per a assessorar i oferir consell sobre afers militars. Aquest terme és utilitzat per anomenar als soldats enviats a països aliats, per ajudar als exèrcits d'aquests països, oferint organització, educació i entrenament militar, duent a terme diverses tasques militars.
Les potències o organitzacions estrangeres poden enviar aquests soldats per fer costat a països aliats o grups insurgents, minimitzant al mateix temps els riscos de possibles baixes i evitant les ramificacions polítiques de mobilitzar obertament les seves pròpies forces militars per ajudar a un país aliat.

## Història

### Assessors militars europeus durant la Revolució Americana
Gilbert du Motier de La Fayette i el baró prussià von Steuben, van oferir assistència militar a l'Exèrcit Continental durant la Guerra d'Independència dels Estats Units entre els anys 1775 i 1783.
Tadeusz Kościuszko (en polonès: Andrzej Tadeusz Bonawentura Kościuszko) (Mieračoŭščyna, 12 de febrer de 1746 - Solothurn, 15 d'octubre de 1817) va ser un heroi nacional polonès que es va distingir en la lluita per la independència dels Estats Units i per conservar la independència de Polònia.

### Assessors militars soviètics
La Unió Soviètica va desplegar assessors militars a Espanya, Xina i Angola, on el tractat d'amistat i cooperació de 1976 preveia la cooperació militar soviètica-angolana per enfortir la capacitat de defensa mútua. Moscou va oferir immediatament armament, subministraments i uns 500 assessors militars.
A Xina, la Unió Soviètica va enviar al voltant de 1.500 assessors militars durant el període (1937-39). Entre ells es trobaven alguns dels millors oficials de Exèrcit Roig com els generals Gueorgui Júkov, Vassili Txuikov i Andrei Vlàssov. Igualment que Espanya, la Xina va servir com a camp d'entrenament per als oficials soviètics.

### Assessors militars alemanys

#### Espanya nacionalista
Durant la Guerra Civil Espanyola, Alemanya va desplegar un gran nombre de voluntaris, també coneguts com la Legió Còndor, per servir com a mercenaris i pilots per ajudar les forces nacionalistes. D'un total de 16.000 ciutadans alemanys que van lluitar a la guerra, van morir aproximadament 300.

#### República de la Xina
Durant el període d'entreguerres, els assessors militars alemanys sota el comandament d' Alexander von Falkenhausen van participar en la modernització de l'Exèrcit Nacional Revolucionari de la Xina dirigit pel partit Guomindang.

#### Imperi Otomà
L'Imperi Alemany, el segon Reich, va enviar assessors per ajudar a l'Imperi Otomà, en particular generals com Otto Liman Von Sanders i Colmar Freiherr von der Goltz.

### Assessors militars del Regne Unit
Thomas Edward Lawrence ("Lawrence d'Aràbia") era un assessor militar britànic i va combatre com a guerriller a la Revolta Àrab, entre els anys 1916-1918.

### Assessors militars dels Estats Units
El desenvolupament i l'augment de les capacitats militars dels països aliats mitjançant l'assessorament és una operació que l'Exèrcit dels Estats Units d'Amèrica ha dut a terme durant més de cent anys. L'Exèrcit estatunidenc ha dut a terme missions d'assessorament per augmentar la capacitat i l'habilitat dels exèrcits estrangers, des de la insurrecció filipina a principis del segle xx, fins als conflictes més recents a Vietnam, Iraq i Afganistan.

### Assessors estatunidencs al Vietnam

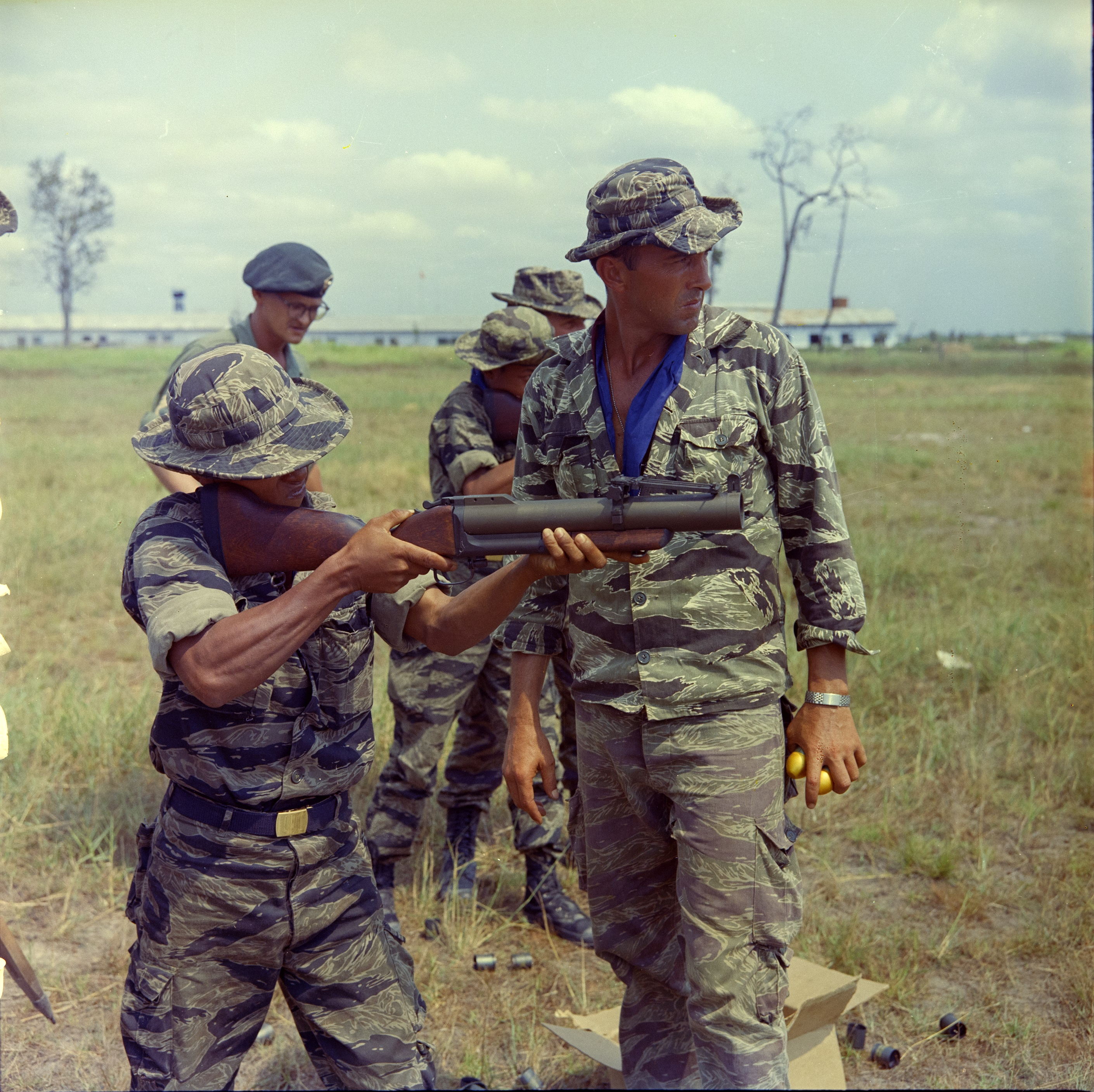
Un assessor militar de les Forces Especials de l'Exèrcit dels Estats Units, instrueix a un recluta sudvietnamita sobre el maneig d'un llançagranades M79 durant la Guerra del Vietnam l'any 1967.

A començaments de la dècada de 1960, elements de les Forces Especials de l'Exèrcit dels Estats Units i el comandament d'assistència militar a Vietnam, van anar a Vietnam del Sud per actuar com a consellers militars, per entrenar i ajudar a l'Exèrcit de la República del Vietnam, per dur a terme operacions militars contra l'Exèrcit de Vietnam del Nord. Els marines dels Estats Units van complir un paper important com a consellers de les forces sudvietnamites.

### Assessors estatunidencs durant la guerra contra el terrorisme
Els assessors militars estatunidencs, van servir durant la Guerra contra el terrorisme. Van ser designats com equips d'entrenament Integrat a l'Afganistan i com equips de transició militar a l'Iraq. Aquests soldats i marines vivien en unes condicions precàries en indrets llunyans, sovint a una gran distància de qualsevol punt de suport estatunidenc o de les forces de la coalició internacional.
Aquests equips estaven formats principalment per personal de l'Exèrcit dels Estats Units d'Amèrica, la Guàrdia Nacional i el Cos de Marines dels Estats Units d'Amèrica, amb experiència en armes de combat. El personal de la Reserva de l'Exèrcit dels Estats Units, les Forces Aèries dels Estats Units d'Amèrica i la Marina dels Estats Units d'Amèrica, actuaven com a consellers, en matèria de logística militar i duien a terme altres funcions de suport. Els assessors sobre el terreny de les unitats d'infanteria, les unitats de l'Exèrcit Afganès i les tropes de l'Exèrcit iraquià, eren soldats i marines amb experiència en armes de combat. Les Forces especials i els SEAL de l'Armada, també treballaven amb l'Exèrcit iraquià, però la major part dels consellers militars, són soldats d'infanteria i infants de marina.

La missió del conseller militar està ben definida. La missió de l'assessor militar requereix que oficials i suboficials estatunidencs ensenyin, entrenin i orientin els seus homòlegs de les forces de seguretat de les nacions aliades, això permet el ràpid desenvolupament de les capacitats de lideratge dels seus aliats, ajuda a desenvolupar les capacitats de comandament i control i les capacitats operatives aliades, permet l'accés directe als consellers de les forces de la coalició, per millorar les operacions de contrainsurgència de les forces de seguretat aliades, perquè aquestes forces tinguin unes capacitats letals al camp de batalla.

L'assistència militar i policial, a les forces de seguretat aliades, requereix fer servir un mètode educatiu integral. Els equips d'assessors militars han tingut diversos canvis d'enfocament i doctrina. Els equips de consellers estan formats per soldats d'unitats militars convivint junts en una base d'operacions avançada. Els equips d'assessors militars ofereixen personal militar per a les brigades de combat i per a diverses unitats de l'exèrcit. Aquests equips estan integrats per assessors militars i soldats de les forces especials. Aquest concepte és vigent com un mètode d'assessorament de combat. Els equips de consellers militars, reben formació militar al Fort Johnson, a Louisiana, a l'acadèmia de consellers.